# Enrico Sardi
Celeste Enrico Sardi II (Genova, 1º aprile 1891 – Taranto, 4 luglio 1969) è stato un allenatore di calcio e calciatore italiano, di ruolo attaccante o centrocampista.
Era noto anche come Sardi II per distinguerlo dai fratelli Sereno e Giusto.

## Carriera

### Giocatore

#### Club
Secondo di tre fratelli, tutti calciatori, crebbe calcisticamente nel piccolo club argentino del General Kuroki di Buenos Aires.
Esordì in Italia nell'Andrea Doria nel 1908, per poi passare nel 1913 al Genoa, venendo però squalificato per un anno per professionismo.
Con i rossoblù vinse tre scudetti, nel 1914-15, assegnato solo al termine della prima guerra mondiale, che aveva causato l'interruzione del campionato, e due consecutivi nei primi anni venti. Il 4 novembre 1921 fu scelto insieme ai compagni di squadra Ottavio Faini e Augusto Bergamino per portare il gagliardetto societario al settore Trento e Trieste del cimitero monumentale di Staglieno per le commemorazioni del Milite Ignoto.
Successivamente passò alla Novese, al Savona per chiudere la carriera al Derthona.
Nella storia del Genoa è il secondo marcatore in assoluto, dietro solo a Edoardo Catto.

#### Nazionale
Esordì in azzurro alle Olimpiadi di Stoccolma, scendendo in campo due volte ed andando in rete contro la Finlandia.
Dopo l'amichevole a Genova nel 1912 contro l'Austria, Sardi tornò in nazionale solo nel 1920. In quell'anno partecipò alle Olimpiadi di Anversa, e il match contro la Norvegia dove segnò una rete, fu il suo ultimo incontro in azzurro.

### Allenatore
Terminata la carriera di calciatore, allenò il Taranto fino alla diciannovesima giornata del campionato di Prima Divisione 1931-1932.

## Statistiche

### Cronologia presenze e reti in Nazionale
| Cronologia completa delle presenze e delle reti in nazionale ― Italia | Cronologia completa delle presenze e delle reti in nazionale ― Italia | Cronologia completa delle presenze e delle reti in nazionale ― Italia | Cronologia completa delle presenze e delle reti in nazionale ― Italia | Cronologia completa delle presenze e delle reti in nazionale ― Italia | Cronologia completa delle presenze e delle reti in nazionale ― Italia | Cronologia completa delle presenze e delle reti in nazionale ― Italia | Cronologia completa delle presenze e delle reti in nazionale ― Italia |
| Data                                                                  | Città                                                                 | In casa                                                               | Risultato                                                             | Ospiti                                                                | Competizione                                                          | Reti                                                                  | Note                                                                  |
| --------------------------------------------------------------------- | --------------------------------------------------------------------- | --------------------------------------------------------------------- | --------------------------------------------------------------------- | --------------------------------------------------------------------- | --------------------------------------------------------------------- | --------------------------------------------------------------------- | --------------------------------------------------------------------- |
| 29/06/1912                                                            | Traneberg                                                             | Finlandia                                                             | 3 – 2 dts                                                             | Italia                                                                | Olimpiadi 1912 - Qualificazione                                       | 1                                                                     |                                                                       |
| 01/07/1912                                                            | Solna                                                                 | Svezia                                                                | 0 – 1                                                                 | Italia                                                                | Olimpiadi 1912 - Consolazione quarti di finale                        | -                                                                     |                                                                       |
| 22/12/1912                                                            | Genova                                                                | Italia                                                                | 1 – 3                                                                 | Austria                                                               | Amichevole                                                            | 1                                                                     |                                                                       |
| 13/05/1920                                                            | Genova                                                                | Italia                                                                | 1 – 1                                                                 | Paesi Bassi                                                           | Amichevole                                                            | 1                                                                     |                                                                       |
| 28/08/1920                                                            | Gand                                                                  | Italia                                                                | 2 – 1                                                                 | Egitto                                                                | Olimpiadi 1920 - Qualificazione                                       | -                                                                     |                                                                       |
| 29/08/1920                                                            | Anversa                                                               | Francia                                                               | 3 – 1                                                                 | Italia                                                                | Olimpiadi 1920 - Quarti di finale                                     | -                                                                     |                                                                       |
| 31/08/1920                                                            | Anversa                                                               | Italia                                                                | 2 – 1 dts                                                             | Norvegia                                                              | Olimpiadi 1920 - Consolazione quarti di finale                        | 1                                                                     |                                                                       |
| Totale                                                                |                                                                       | Presenze                                                              | 7                                                                     |                                                                       | Reti                                                                  | 4                                                                     |                                                                       |

## Palmarès

### Giocatore

#### Club
- Campionato italiano: 3

Genoa: 1914-1915, 1922-1923, 1923-1924